# Sergio Badilla Castillo
Sergio Badilla Castillo (* 30. listopadu 1947, Valparaiso, Chile) je chilský básník, spisovatel, esejista, jeden ze zakladatelů poetického transrealizmu.

## Dílo
- Sign’s Dwelling. Bikupa Editions. 1982. Stockholm. (Poezie)
- Cantoniric. LAR Editions. 1983. Madrid. (Poezie)
- Reverberations Of Aquatic Stones. Bikupa. 1985. Stockholm. (Poezie)
- Terrenalis. Bikupa Editions. 1989. Stockholm. (Poezie)
- Nordic Saga. Monteverdi Editions. 1996, Santiago de Chile. (Poezie)
- The Fearful Gaze of the Bastard. 2003. Regional Council of Valparaiso. (Poezie)
- Transrealistic Poems and Some Gospels. 2005. Aura Latina. Santiago/Stockholm. (Poezie)